# 布雷斯托
布雷斯托（法語：Brestot）是法国厄尔省的一个市镇，位于该省西北部，属于贝尔奈区。该市镇总面积8.73平方公里，2009年时的人口为476人。

## 人口
布雷斯托人口变化图示